# Čedo
Čedo je moško osebno ime.

## Izvor imena
Ime Čedo je skrajšana oblika južnoslovanskega imena Čedomir.

## Pogostost imena
Leta 1994 je bilo po podatkih iz knjige Leksikon imen Janeza Kebra v Sloveniji 97 nosilcev imena Čedo.
Po podatkih Statističnega urada Republike Slovenije pa je bilo na dan 31. decembra 2007 v Sloveniji število moških oseb z imenom Čedo:133. Med vsemi moškimi imeni pa je ime Čedo po pogostosti uporabe uvrščeno na 514. mesto.